# Скойка ірладська
Скойка ірладська (Margaritifera durrovensis) — вид прісноводних перлівниць, що перебуває під загрозою зникнення.

## Поширення
Вид є аборигенним для Трьох Сестер — річок Барроу, Шур і Нор. Однак екземпляри виду не були знайдені за межами річки Нор з 1993 року. На відміну від M. margaritifera, яка може переносити кислі умови, M. margaritifera потребує води з високим вмістом вапняку і зазвичай населяє ділянки річки Нор, де концентрація CaCO3 перевищує 330 мг/л. M. durrovensis також має значно меншу тривалість життя, ніж M. margaritifera, зазвичай вона живе від 60 до 80 років.

## Охорона
Раритетний вид молюсків, занесений до Червоного списку МСОП (охоронна категорія: вид перебуває в небезпечному стані). Margaritifera durrovensis охороняється в Європі і занесена до Директиви Європейського Союзу 92/43/ЄС «Про збереження природних оселищ та видів природної фауни і флори» (Додаток ІІ. Види рослин і тварин, що становлять особливий інтерес для Європейського Союзу, збереження яких потребує створення територій особливої охорони).
Дослідження, проведені щодо поширення в Норі, показали, що популяція цього виду скоротилася приблизно на 75% між 1991 і 2009 роками. Основним виявленим тиском була інтенсифікація сільського господарства, що призвела до підвищення рівня фосфору, нітратів та зважених речовин у місцевому ареалі перлівниці. У 2005 році Службою національних парків і дикої природи була створена програма розведення в неволі, згідно з якою молоді мідії завершують свій перший вегетаційний період у неволі, перш ніж знову бути завезеними в річку Нор.

## Систематика
Вид є ендеміком Ірландії і вперше був ідентифікований Р. Філліпсом у 1926 році, який пізніше оголосив його новим видом у томі 18 Proceedings of the Malacological Society. Це позначення було суперечливим, і таксономічний статус M. margaritifera  лишається невизначеним. Його часто описують як рідкісний екофенотип M. margaritifera. Оселищна директива Європейського Союзу помістила Margaritifera durrovensis до Додатків II та Додатків V як окремий таксон.